# Simone Veil - La donna del secolo
Simone Veil - La donna del secolo (Simone, le voyage du siècle) è un film del 2022 diretto da Olivier Dahan.

## Trama
Il film racconta la vita di Simone Veil (1927-2017), statista e presidente del Parlamento europeo.

## Produzione
Le riprese si sono svolte tra il 9 settembre 2019 e il 4 dicembre 2019, a Parigi, La Ciotat e Budapest.

## Distribuzione
Il film è stato distribuito nelle sale cinematografiche francesi dalla Warner Bros. a partire dal 12 ottobre 2022, mentre in quelle italiane da Wanted Cinema a partire dal 30 gennaio 2025.

## Accoglienza
Il film è stato visto da 2 470 592 spettatori in Francia, incassandovi l'equivalente di 18 958 625 milioni di dollari.

## Riconoscimenti
- 2023 – Premio César
  - Migliori costumi a Gigi Lepage
  - Migliore scenografia a Christian Marti